# Hács
Hács é um município da Hungria, situado no condado de Somogy. Tem 21,28 km² de área e sua população em 2019 foi estimada em 386 habitantes.